# 不要把我埋葬在孤独的草原上
不要把我埋葬在孤独的草原上（Bury Me Not on the Lone Prairie）是一首美國牛仔民間音樂歌曲，这首歌是根據一首水手歌曲改編而來。曾有人称此歌是最著名的牛仔民谣。美国西部作家协会（Western Writers of America）的成员们则将此歌列入史上最佳100首西部歌曲名录。后来，有很多艺术家都曾翻唱此曲，如約翰尼·卡什、伯尔·艾弗斯、罗伊·罗杰斯、威廉·埃利奥特·惠特莫尔。